# 美郷町六郷自転車競技場
美郷町六郷自転車競技場（みさとちょう ろくごう じてんしゃきょうぎじょう）は、秋田県仙北郡美郷町六郷字押切に所在する自転車競技場。一般には六郷自転車競技場の通称で知られる。秋田県内唯一の自転車競技場である。

## 概要
2007年（平成19年）に開催された第62回国民体育大会（秋田わか杉国体）の自転車トラックレース競技会場として建設された。周長333.3mのアスファルト舗装のバンクを有する。
高校生や大学生などのアマチュア選手の主要な練習拠点として利用されているほか、各種自転車競技大会の会場となっている。また、秋田県内には競輪場が存在しないため、同県を登録地とする競輪選手にとっても重要な練習施設となっている。

## 歴史

### 旧500mバンク時代
現在の競技場が建設される以前、この地には周長500mのバンクが存在した。この旧競技場は、1961年（昭和36年）の第16回国民体育大会（秋田国体）の会場としても使用された歴史を持つ。

### 秋田わか杉国体と新バンクの建設
2007年（平成19年）の第62回国民体育大会（秋田わか杉国体）の開催が決定し、美郷町が自転車競技の会場となったことを契機に、施設の全面的な改築が行われた。旧500mバンクは解体され、2004年（平成16年）9月、新たに周長333.3mのバンクを備えた競技場として生まれ変わった。
国体開催に先立ち、2006年（平成18年）8月にはリハーサル大会として第41回全国都道府県対抗自転車競技大会が開催された。
2007年（平成19年）10月1日から3日にかけて、秋田わか杉国体の自転車競技（トラック・レース）が開催され、全国から集まった選手たちによって熱戦が繰り広げられた。秋田県勢はポイントレースで第2位、ケイリンで第3位に入賞するなど活躍を見せた。

### 国体開催後
国体終了後も、県民体育大会や高校総体県予選、東北総体などの主要な大会会場として活用されている。また、県内の高校自転車競技部やアマチュア選手にとって不可欠な練習拠点となっている。近年では、ジュニア世代の育成を目的とした「ジュニアサイクルスクール」なども開催されている。

## 施設
施設の管理・運営は美郷町教育委員会生涯学習課スポーツ振興班が行っている。

### バンク諸元[2][9]
- 走路周長：333.333m
- 走路幅員：10.00m
- 最大カント（傾斜）：34度39分31秒
- 直線部勾配：8度00分00秒
- 待避路幅員：1.80m
- 舗装：アスファルト舗装

### 付帯施設
- 管理棟
  - 1階：更衣室、シャワー室、医務室
  - 2階：会議室、審判室、給湯室
  - 3階：写真測定室
- 観覧席：A観覧席352人、B観覧席338人、バック観覧席200人が収容可能。
- 多目的広場
- 駐車場：普通車240台、大型車30台[1]
- 照明設備

## 主な利用

### 練習拠点
- 秋田県内の高等学校自転車競技部（秋田県立大曲農業高等学校、秋田県立六郷高等学校など）
- 秋田県を登録地とする競輪選手（有坂直樹など）
- その他アマチュア選手、愛好家

### 主な開催大会
- 国民体育大会東北ブロック大会（東北総合体育大会）
- 秋田県民体育大会（県民スポーツ大会）
- 秋田県高等学校総合体育大会自転車競技
- 秋田県高等学校自転車競技新人大会
- 全国都道府県対抗自転車競技大会（2006年）
- 第62回国民体育大会（秋田わか杉国体）（2007年）

## 利用案内
- 供用期間：4月1日～11月30日
  - 12月1日から翌年3月31日までは冬期積雪のため使用不可。天候により期間が変更される場合がある。
- 供用時間：午前9時～午後9時
- 定休日：毎週月曜日（月曜日が祝日の場合はその翌日）
  - 利用には事前の申し込みが必要。詳細は美郷町総合体育館リリオスへの問い合わせが必要となる。

## アクセス

### 自動車
- 秋田自動車道 大曲インターチェンジより約15分。

### 鉄道
- JR東日本 奥羽本線 飯詰駅より約4.4km。